# Українець (село)
Украї́нець — село в Україні, у Братській селищній громаді Вознесенського району Миколаївської області. Населення становить 106 осіб. До 2020 року орган місцевого самоврядування — Петропавлівська сільська рада.

## Населення
Згідно з переписом УРСР 1989 року чисельність наявного населення села становила 82 особи, з яких 32 чоловіки та 50 жінок.
За переписом населення України 2001 року в селі мешкало 106 осіб.

### Мова
Розподіл населення за рідною мовою за даними перепису 2001 року:
| Мова       | Чисельність | Відсоток |
| ---------- | ----------- | -------- |
| українська | 98          | 92,45%   |
| російська  | 6           | 5,67%    |
| білоруська | 1           | 0,94%    |
| румунська  | 1           | 0,94%    |
| Усього     | 106         | 100%     |